# العلاقات الجزائرية البوروندية
العلاقات الجزائرية البوروندية هي العلاقات الثنائية التي تجمع بين الجزائر وبوروندي.

## مقارنة بين البلدين
هذه مقارنة عامة ومرجعية للدولتين:
| وجه المقارنة                                              | الجزائر                      | بوروندي                                    |
| --------------------------------------------------------- | ---------------------------- | ------------------------------------------ |
| المساحة (كم2)                                             | 2.38 مليون                   | 27.83 ألف                                  |
| عدد السكان (نسمة)                                         | 38.81 مليون                  | 10.86 مليون                                |
| الكثافة السكانية (ن./كم²)                                 | 16.31                        | 390.23                                     |
| العاصمة                                                   | الجزائر                      | بوجومبورا، جيتيغا                          |
| اللغة الرسمية                                             | اللغة العربية، لغات أمازيغية | اللغة الكيروندية، لغة فرنسية، لغة إنجليزية |
| العملة                                                    | دينار جزائري                 | فرنك بوروندي                               |
| الناتج المحلي الإجمالي (بليون دولار)                      | 170.37 مليار                 | 3.48 مليار                                 |
| الناتج المحلي الإجمالي (تعادل القوة الشرائية) بليون دولار | 582.63 مليار                 | 8.13 مليار                                 |
| الناتج المحلي الإجمالي الاسمي للفرد دولار أمريكي          | 4.21 ألف                     | 277                                        |
| الناتج المحلي الإجمالي للفرد دولار أمريكي                 | 14.19 ألف                    | 77                                         |
| مؤشر التنمية البشرية                                      | 0.745                        | 0.400                                      |
| رمز المكالمات الدولي                                      | +213                         | +257                                       |
| رمز الإنترنت                                              | .dz                          | .bi                                        |
| المنطقة الزمنية                                           | ت ع م+01:00                  | ت ع م+02:00                                |

## منظمات دولية مشتركة
يشترك البلدان في عضوية مجموعة من المنظمات الدولية، منها:
| علم المنظمة | اسم المنظمة                               | تاريخ انضمام الجزائر | تاريخ انضمام بوروندي |
| ----------- | ----------------------------------------- | -------------------- | -------------------- |
|             | مؤسسة التنمية الدولية                     | 26 سبتمبر 1963       | 28 سبتمبر 1963       |
|             | يونسكو                                    | 15 أكتوبر 1962       | 16 نوفمبر 1962       |
|             | وكالة ضمان الاستثمار متعدد الأطراف        | 4 يونيو 1996         | 10 مارس 1998         |
|             | الأمم المتحدة                             | 8 أكتوبر 1962        | 18 سبتمبر 1962       |
|             | الاتحاد البريدي العالمي                   | ?                    | ?                    |
|             | البنك الدولي للإنشاء والتعمير             | 26 سبتمبر 1963       | 28 سبتمبر 1963       |
|             | الاتحاد الدولي للاتصالات                  | 3 مايو 1963          | 16 فبراير 1963       |
|             | منظمة حظر الأسلحة الكيميائية              | ?                    | ?                    |
|             | مؤسسة التمويل الدولية                     | 23 سبتمبر 1990       | 28 نوفمبر 1979       |
|             | المركز الدولي لتسوية المنازعات الاستشارية | 22 مارس 1996         | 5 ديسمبر 1969        |
|             | منظمة التجارة العالمية                    | ?                    | 23 يوليو 1995        |
|             | منظمة الشرطة الجنائية الدولية             | ?                    | ?                    |
|             | الاتحاد الأفريقي                          | 25 مايو 1963         | 25 مايو 1963         |
|             | البنك الإفريقي للتنمية                    | ?                    | ?                    |

## وصلات خارجية
- موقع وزارة الخارجية الجزائرية